# Ludovico Coccapani
Lodovico Coccapani (Calcinaia, 23 giugno 1849 – Calcinaia, 14 novembre 1931) è stato un insegnante italiano, venerabile per la Chiesa cattolica.

## Biografia
Discendente di un'agiata famiglia borghese di ceramisti originaria di Sassuolo e stabilitasi in Toscana alla fine del Seicento. Figlio di Sigismondo Coccapani e Fortunata Guelfi, crebbe assorbendo profondamente i valori cristiani. 
Dopo aver conseguito il diploma magistrale a Pisa e un breve periodo di insegnamento nelle scuole elementari, a 25 anni decise di dedicare la sua vita all'assistenza dei poveri e dei più bisognosi. Entrato a far parte del Terz'ordine francescano e della Società di San Vincenzo de' Paoli nel 1874, operò spesso all'interno delle carceri, portando la parola della speranza cristiana tra i condannati. Legato da profonda amicizia al Cardinale pisano Venerabile Carlo Raffaello Rossi che fu suo confessore, conobbe e collaborò con il Beato Giuseppe Toniolo.
Nel 1914 diventò presidente del Consiglio Particolare della Conferenza vincenziana pisana, rimanendone a capo fino alla morte, avvenuta presso la casa natale di Calcinaia la sera del 14 novembre 1931, all'età di 82 anni. Chiese esplicitamente che non gli venissero dedicati onori particolari, ma funerali modesti con seppellimento nel campo comune, dove riposavano le persone più povere che aveva assistito durante la propria vita. 
La sua causa di beatificazione venne iniziata a livello diocesano nel 1949, centenario della nascita.

### Intitolazioni
In suo nome è stata intitolata una Scuola materna privata, sorta nel palazzo di famiglia dove egli morì a Calcinaia e che venne per sua iniziativa donato all'Opera Cardinale Maffi nel 1925; nello stesso paese gli è stato intitolato dal 2015 anche il locale Museo della Ceramica. A lui è anche intitolata una mensa dei poveri presso la parrocchia di San Francesco a Pisa e una via vicina alla medesima chiesa.